# Tierra Blanca (Kostaryka)
Tierra Blanca – miasto w Kostaryce, w prowincji San José.